# Cary Joji Fukunaga
Cary Joji Fukunaga (New York, 1977. július 10.–) Primetime Emmy-díjas amerikai film- és televíziós rendező.
Először a Sin nombre című 2009-es film és a Jane Eyre 2011-es adaptációjának írásával és rendezésével szerzett elismerést; ő volt a rendezője és vezető producere az HBO-s A törvény nevében című sorozat első évadának, amelyért az első ázsiai származású rendezőként elnyerte a Primetime Emmy-díjat a drámasorozat kiemelkedő rendezéséért. Elismerést kapott a 2015-ös Hontalan fenevadak című háborús drámáért, amelyben író, rendező, producer és operatőr volt. 2018-ban választották meg a 25. James Bond-film, a Nincs idő meghalni rendezőjének.

## Élete és pályafutása
Fukunaga a kaliforniai Oaklandben született. Édesapja, Anthony Shuzo Fukunaga harmadik generációs japán-amerikai volt, aki a második világháború alatt egy internálótáborban született. Édesanyja, Gretchen May (Grufman) svéd-amerikai származású, és fogászati higiénikusként, majd főiskolai történelemtanárként és egyetemi történelemtanár-asszisztensként dolgozott, akitől Cary a történelem iránti alapvető érdeklődését örökölte. Szülei elváltak és újraházasodtak, apja egy argentin nőhöz, anyja pedig egy mexikói-amerikai férfihoz ment férjhez.
Fukunaga elmondta, hogy nagybátyjai és nagynénjei mind általános iskolai tanárok vagy tudósok. Családja sokat költözött a San Francisco Bay Areán belül; Berkeley, Albany, Vallejo, Benicia, Sebastopol és Oakland környékén.
Fukunaga eredetileg profi snowboardos akart lenni, de húszas évei közepén a filmkészítésre váltott. Operatőrgyakornokként kezdte, majd később filmes iskolába jelentkezett. Az Analy középiskolába járt. 1999-ben diplomázott a Kaliforniai Egyetemen, Santa Cruzban, történelem szakon. Operatőrgyakornokként kezdte, majd később filmes iskolába jelentkezett. Az Analy középiskolába járt. 1999-ben a Santa Cruz-i Kaliforniai Egyetemen történelem szakos bölcsészdiplomát szerzett, majd a Grenoble-i Politikai Tanulmányok Intézetébe járt, ahol geopolitikát és nemzetközi jogot tanult. Beiratkozott a New York Egyetem  Tisch School of the Arts Graduate Film Programjába.

## Magánélete
Fukunaga New Yorkban él. Élt Franciaországban, Japánban, Mexikóvárosban és Londonban, folyékonyan beszél franciául és spanyolul. Mentorának Naomi Foner forgatókönyvírót tartja.

## Filmográfia

### Film
| Év   | Cím                    | Rendező | Író  | Producer | Operatőr |
| ---- | ---------------------- | ------- | ---- | -------- | -------- |
| 2009 | Chinatown Film Project | Igen    | Igen | Nem      | Igen     |
| 2009 | Sin nombre             | Igen    | Igen | Nem      | Nem      |
| 2011 | Jane Eyre              | Igen    | Nem  | Nem      | Nem      |
| 2015 | Hontalan fenevadak     | Igen    | Igen | Igen     | Igen     |
| 2017 | Az                     | Nem     | Igen | Nem      | Nem      |
| 2021 | Nincs idő meghalni     | Igen    | Igen | Nem      | Nem      |

Csak producer
- Joe Bell (2020)

Vezető producer
- On the Ice (2011)
- Little Boxes (2016)
- Thumper (2017)

### Rövidfilmek
| Év   | Cím                      | Rendező | Író  | Producer |
| ---- | ------------------------ | ------- | ---- | -------- |
| 2003 | Kofi                     | Igen    | Igen | vezető   |
| 2004 | Victoria para chino      | Igen    | Igen | Igen     |
| 2012 | Sleepwalking in the Rift | Igen    | Igen | vezető   |

#### Csak mint operatőr
| Év   | Cím                                                         | Megjegyzés     |
| ---- | ----------------------------------------------------------- | -------------- |
| 2004 | Mating Call                                                 | rövidfilm      |
| 2004 | The Adventures of Supernigger: I epizód – Az utolsó fejezet | rövidfilm      |
| 2005 | Two Men                                                     | rövidfilm      |
| 2005 | Kinnaq Nigaqtuqtuaq                                         | rövidfilm      |
| 2005 | White                                                       | rövidfilm      |
| 2005 | Clear Water                                                 | rövidfilm      |
| 2006 | Death of Two Sons                                           | dokumentumfilm |
| 2007 | Team Queen                                                  | rövidfilm      |
| 2008 | Sikumi (On the Ice)                                         | rövidfilm      |
| 2013 | Handmade                                                    | rövidfilm      |

### Televízió
| Év      | Cím                | Rendező | Író  | Producer | Megjegyzés                                                                 |
| ------- | ------------------ | ------- | ---- | -------- | -------------------------------------------------------------------------- |
| 2014–19 | A törvény nevében  | Igen    | Nem  | Igen     | rendező (8 epizód) vezető producer (24 epizód)                             |
| 2018    | Az elmeorvos       | Nem     | Igen | Igen     | forgatókönyvíró (2 epizód) vezető producer (10 epizód)                     |
| 2018    | A mániákus         | Igen    | Igen | Igen     | rendező (10 epizód) forgatókönyvíró (1 epizód) Vezető producer (10 epizód) |
| 2021    | Masters of the Air | Igen    | Nem  | Igen     | rendező (3 epizód) vezető producer (10 epizód)                             |

## Fordítás
- Ez a szócikk részben vagy egészben  a   Cary Joji Fukunaga című angol Wikipédia-szócikk fordításán alapul.  Az eredeti cikk szerkesztőit annak laptörténete sorolja fel. Ez a jelzés csupán a megfogalmazás eredetét és a szerzői jogokat jelzi, nem szolgál a cikkben szereplő információk forrásmegjelöléseként.